# 沃克縣 (德克薩斯州)
沃克縣（英語：Walker County）是美国德克萨斯州東部的一個縣，面積2,076平方公里。根據2020年美國人口普查，共有人口76,400人。縣治亨茨維爾（Huntsville）。該縣成立於1846年，縣名紀念德州騎警、軍人薩繆爾·漢密爾頓·沃克。